# Negayan enrollada
Negayan enrollada là một loài nhện trong họ Anyphaenidae.
Loài này thuộc chi Negayan. Negayan enrollada được miêu tả năm 2005 bởi Lopardo.